# O świętym dziewictwie

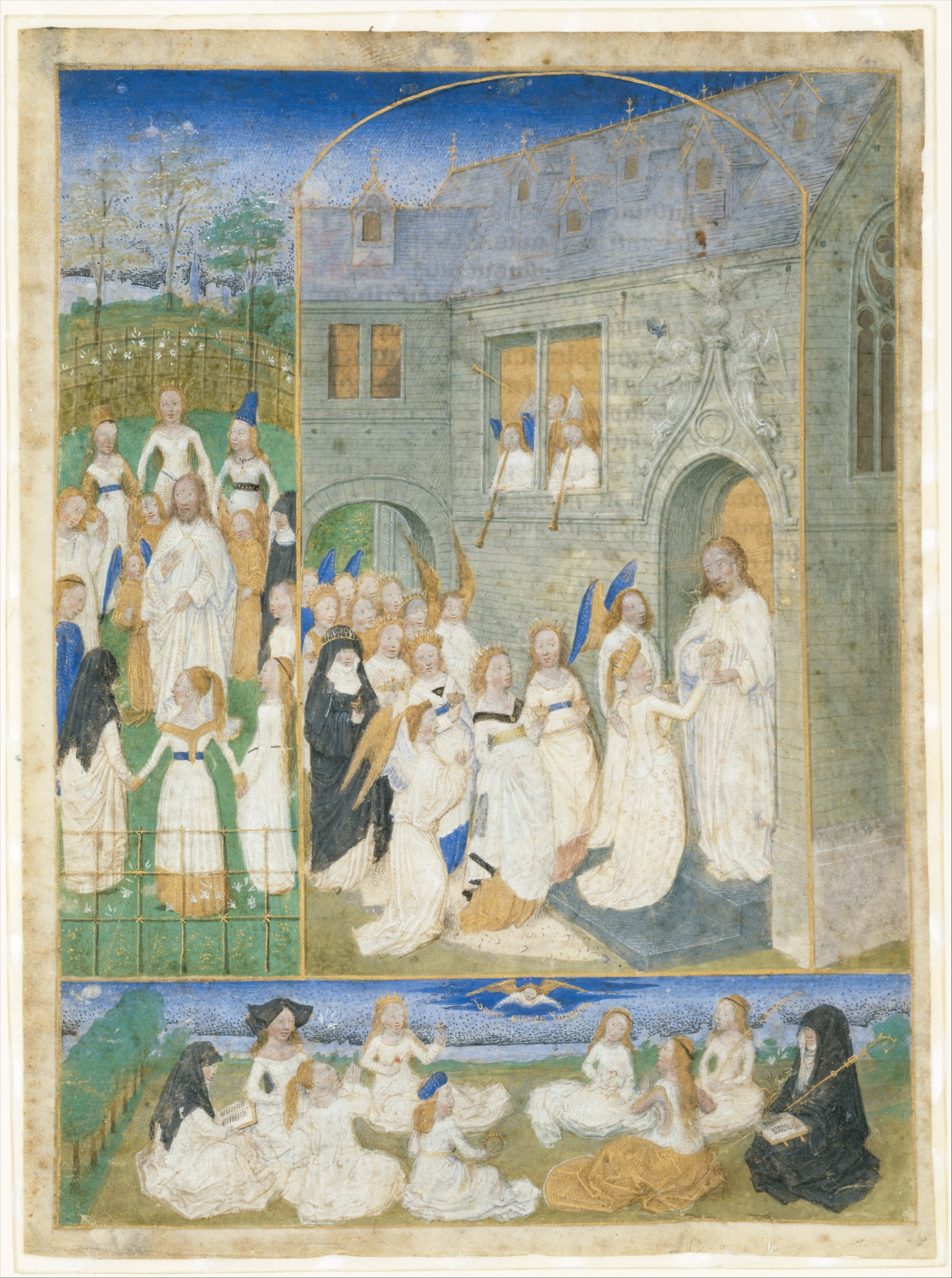
Święte dziewice witane przez Chrystusa u bram Raju. Karta z brewiarza. Tempera i złocenie na pergaminie, druga poł. XV w. – z Kolekcji Roberta Lehmana w nowojorskim Metropolitan Museum of Art.

O świętym dziewictwie (De sancta virginitate) – traktat Augustyna z Hippony napisany w 401 r. poświęcony dziewictwu podejmowanemu ze względu na Ewangelię (por. Mt 19,12).

## Struktura i treść
Dziełko ma dwie wyraźne części:
- Pierwsza część. Początkowe 30 rozdziałów są poświęcone znaczeniu stanu dziewictwa i jego szczególnemu miejscu w życiu Kościoła.
  - W rozdziałach 2-6 zostało ukazane dziewictwo Marii i jego duchowa płodność w świetle nauczania Jezusa Chrystusa w Ewangeliach Mateusza 12,46-50 oraz Łukasza 11,27-28, oraz Listach św. Pawła.
  - W rozdziałach 7-21 zostały ukazane racje, dla których w Kościele uznaje się dziewictwo za stan wyższy od małżeństwa.
  - W rozdziałach 22-30 dziewictwo ukazane zostało w świetle eschatologii chrześcijańskiej.
- Druga część. Tę część, od 31 rozdziału aż do końcowego rozdziału 56, Augustyn poświęcił konieczności pokory w życiu dziewic. Cnota szczególnie potrzebna dziewicom wobec podziwu i szacunku jakim jest otaczany ich stan[1].

## Znaczenie
Dzieło Augustyna wpisuje się w bogatą literaturę patrystyczną IV w. na temat chrześcijańskiego dziewictwa, tzn. życia w bezżenności podejmowanego ze względu na Ewangelię (por. Mt 19,12). Bezpośrednią pobudką do napisania dziełka była kontrowersja wywołana wystąpieniem Jowiniana (340-410) na temat statusu dziewictwa i małżeństwa w Kościele i ich wzajemnej relacji. Augustyn wydał najpierw traktat Wartości małżeństwa, a zaraz po nim właśnie O świętym dziewictwie, w którym ukazuje w zrównoważony sposób dziewictwo jako stan wyższy niż małżeństwo. 

## Wydania
Wydanie krytyczne: 
- CSEL 41,233-302, wyd. J. Zycha /1900/.
- PL 40, 397-428.

Wydania polskie:
- O świętym dziewictwie. W: Św. Augustyn: Pisma Monastyczne. Przemysław Nehring (przekład). Kraków: Tyniec. Wydawnictwo Benedyktynów, 2002, s. 267-347, seria: Źródła monastyczne 27.
- O świętym dziewictwie, Renata Bobel, Honorata Bojko (przekład), [w:] Pisma świętego Augustyna o małżeństwie i dziewictwie. Przekład i komentarz, red. ks. Augustyn Eckmann, Lublin 2003 Towarzystwo Naukowe KUL, s. 117-182.